# 33181 Aalokpatwa
33181 Aalokpatwa este o planetă minoră (asteroid), cu un diametru de 7,761 km, din centura de asteroizi. A fost descoperită pe 20 martie 1998 la Experimental Test Site⁠(d) de Lincoln Near-Earth Asteroid Research. 
Obiectul prezintă o orbită caracterizată de o semiaxă mare de 2,7002857 UAi, o excentricitate de 0,08, o înclinație de 3,19359 ° în raport cu ecliptica.